# Ljusnedals bruk

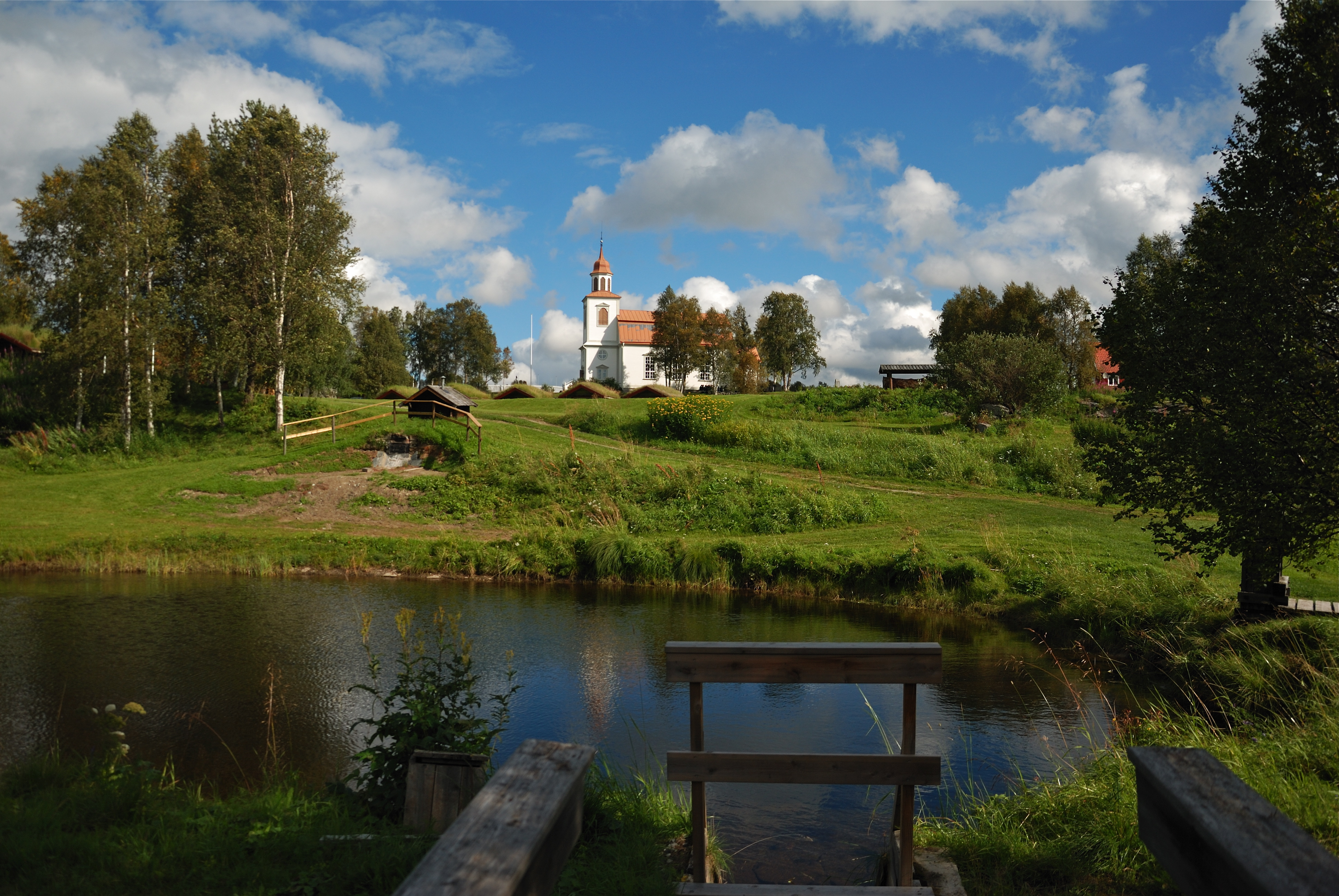
Den gamla bruksmiljön med Ljusnedals kyrka i bakgrunden. I förgrunden en damm som används för att leda vatten till brukets ramsåg

Ljusnedals bruk är ett tidigare metallbruk och jordbruksegendom i Ljusnedal i Härjedalen.
Bruket anlades i samband med upptäck av kopparmalm vid Ramundberget och där gruvdrift inleddes 1686. Gruvrätt fick bruket år 1695. Det var kring denna tid bruket fick namnet Ljusnedal. Gruvdriften var aldrig någon särskilt bra affär. Under 1700-talet stängdes kopparverket och man gick över till att framställa järn av Blixgruvans järnmalm. Malmen var relativt lågvärdig och inte heller järnframställningen blev en särskilt bra affär. 
År 1855 övertogs Ljusnedalsbruk av norska ägare och William Farup från Norge blev bruksinspektor. Efter stridigheter i ägarkretsen blev han ägare till bruket 1858. Han inriktade bruket snarare mot boskapsskötsel än mot den ursprungliga järnhanteringen. Han utvidgade markerna så att egendomen vid hans död med sina 9 kvadratmil var den till arealen största i Sverige. Farup påbörjade utdikningar, myravtappningar och nyodlingar och anlade länets första mejeri.
Efter omkring 200 år lades driften i Ljusnedals bruk ned 1877. Efter William Farups död 1893 inköptes fastigheten av staten i syfte att säkerställa samernas renbeten. 
Den 1858 uppförda herrgårdsbyggnaden, den enda i Härjedalen, eldhärjades 1937. Idag kan man se lämningar av bland annat kolhuset vid Ljusnans utlopp i Ljusnedalssjön. Räddade inventarier från herrgården kan ses på museet i Funäsdalen.

## Bildgalleri

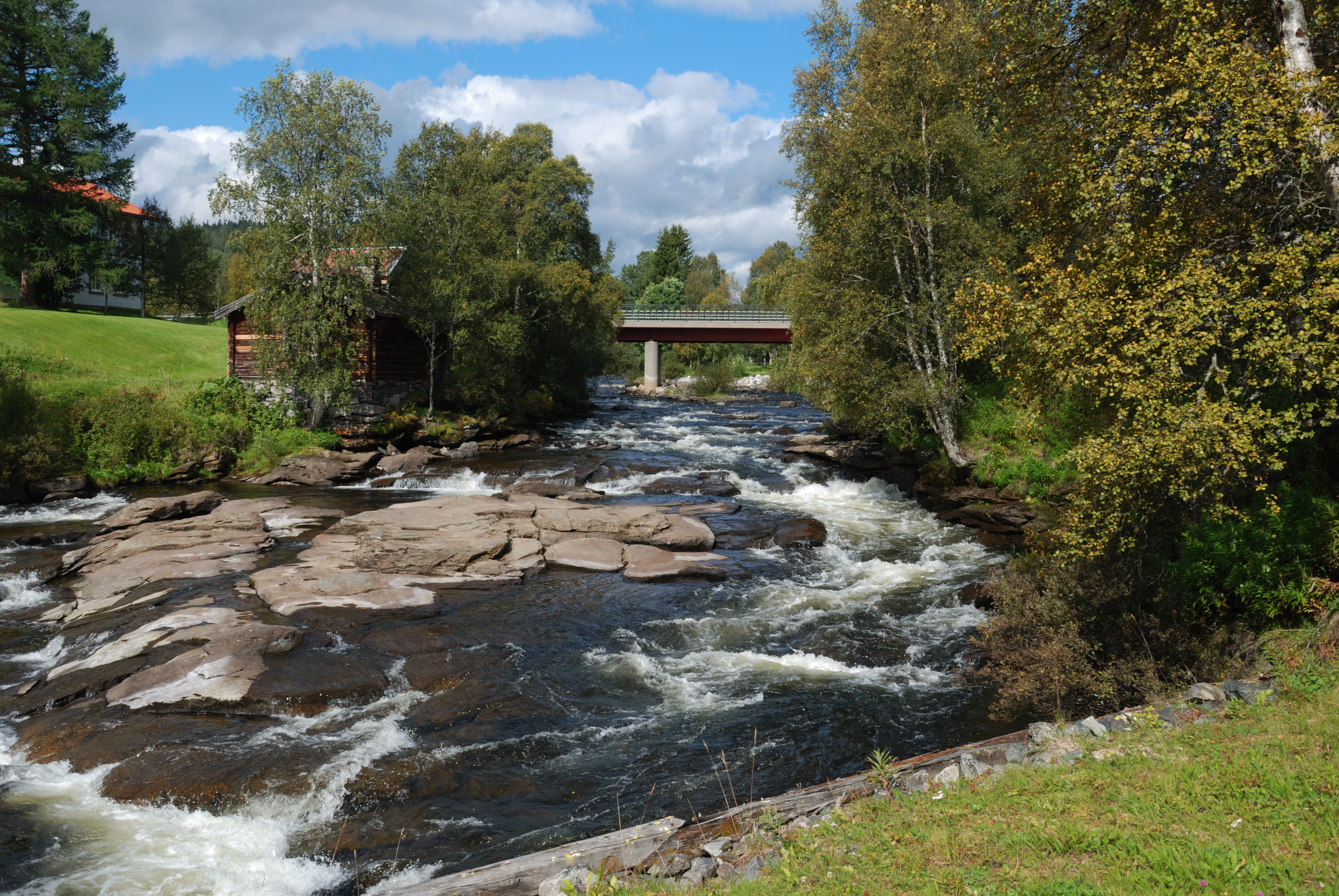
Ljusnan vid bruket
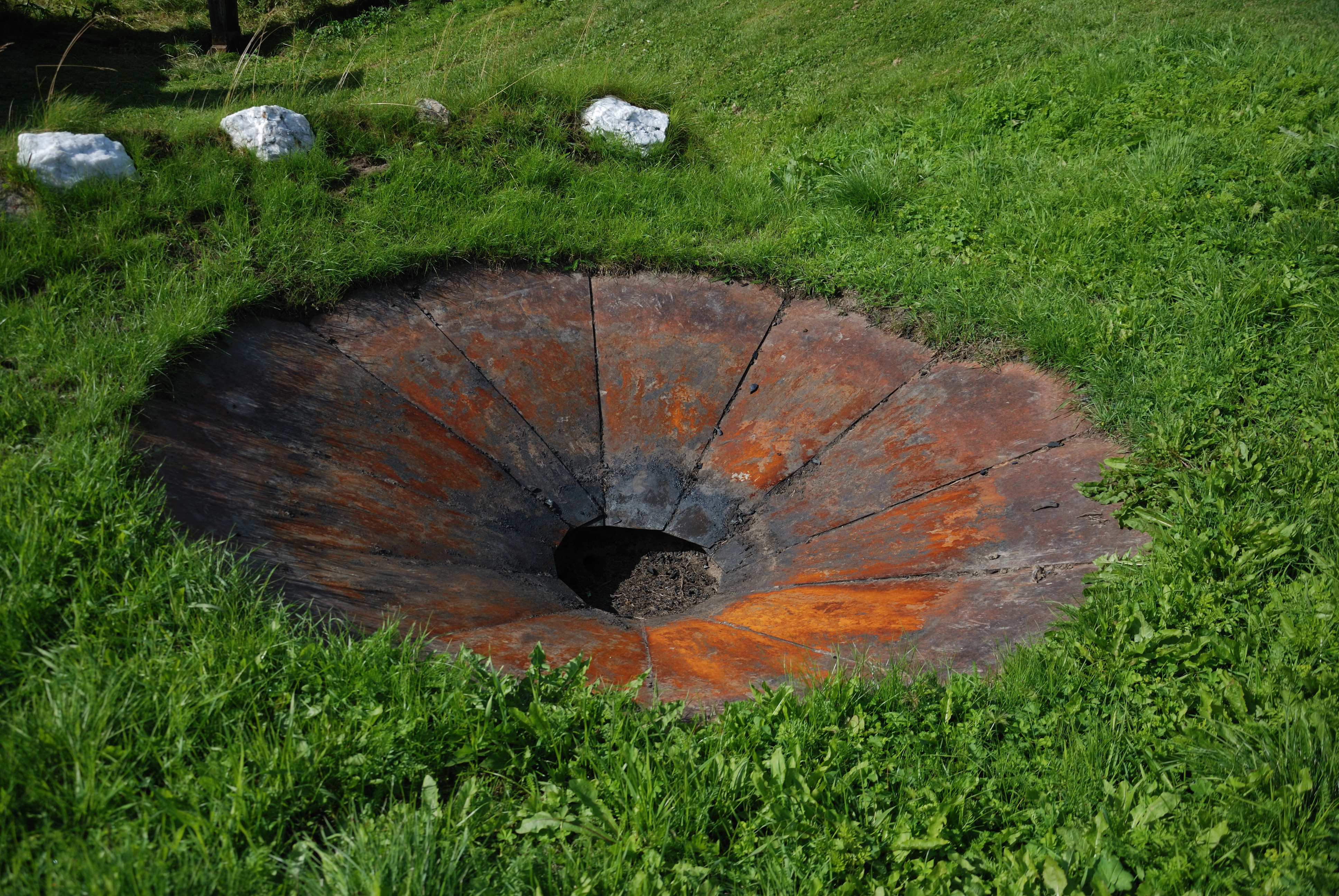
Tjärdal
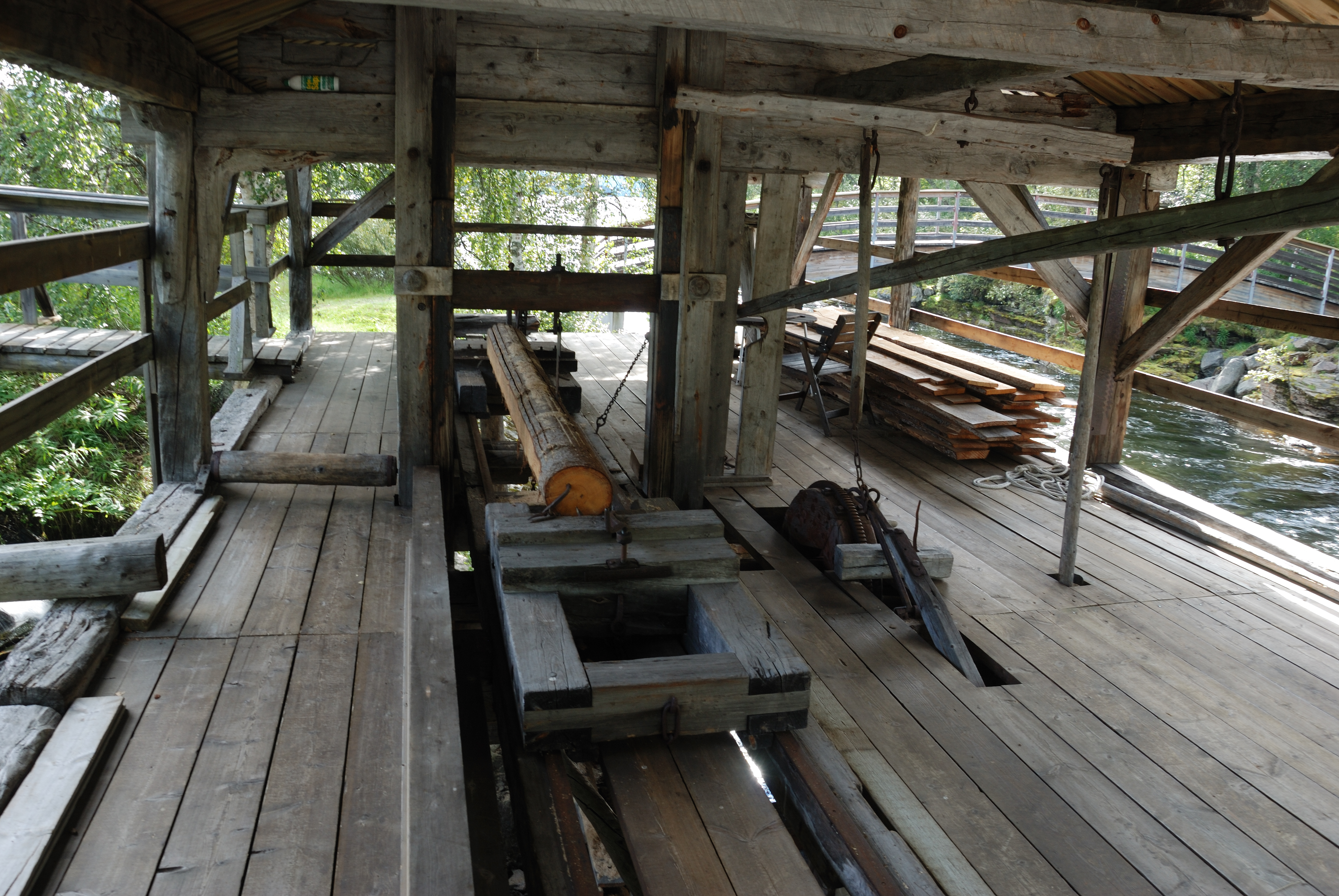
Vattendriven ramsåg